# Litla Ospøyna
Litla Ospøyna est une île norvégienne du comté de Hordaland appartenant administrativement à Bergen.

## Description
Rocheuse et couverte d'arbres à l'exception de ses côtes, elle s'étend sur environ 181 m de longueur pour une largeur approximative de 90 m.